# Époque des beylicats
L’époque des beylicats (en turc : beylik désigne le territoire sous la juridiction d’un bey), ou des principautés d’Anatolie, fait référence à deux périodes de l'histoire de la Turquie. La première période se situe au XIe siècle lorsque de petits émirats turcs dirigés par un bey s’installent en Anatolie, jusqu’à la domination de la région par le sultanat seldjoukide de Roum. La seconde période débute pendant la deuxième moitié du XIIIe siècle lors du déclin du sultanat de Roum. Les beylicats les plus puissants ne disparaissent qu’à la fin du XVe siècle avec l’avènement de l’Empire ottoman.

## Histoire

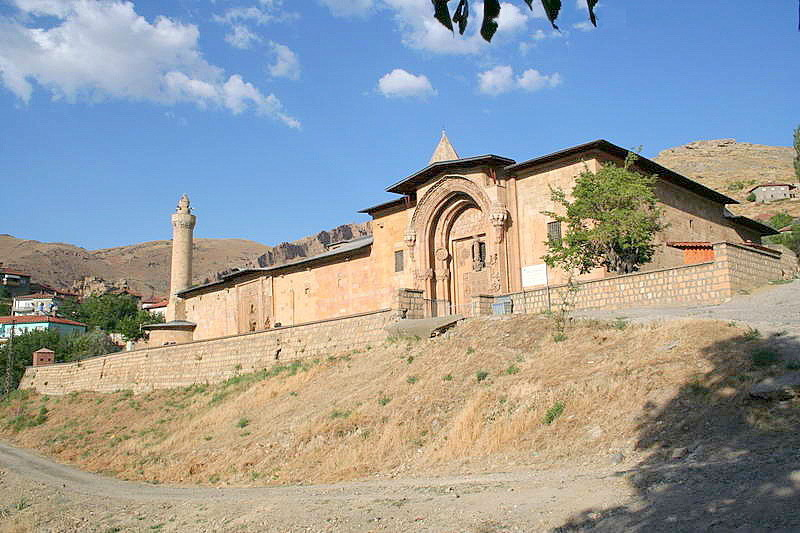
Grande Mosquée de Divriği inscrite sur la liste du patrimoine mondial de l'UNESCO, construite en 1299 par un descendant des beys Mengüjekides.

### Première période, après la bataille de Manzikert (26 aout 1071)
Après la victoire des Seldjoukides sur l’Empire byzantin lors de la bataille de Manzikert en 1071, des clans de Turcs Oghouzes pénètrent en Anatolie. Les Seldjoukides établissent un sultanat à Konya, le sultanat de Roum. Il a eu pour capitale Nicée (actuelle İznik, entre 1081 et 1097) puis Iconium (actuelle Konya, entre 1097 et 1302). Il fut établi à la suite d'un accord entre l’Empire byzantin et le chef seldjoukide Süleyman Ier Shah. Les seldjoukides installent des clans dirigés par des beys appelés « uç bey », ceux-ci servent de tampons entre l’Empire seldjoukide et l’Empire byzantin. Ils reçoivent une aide militaire et financière des Seldjoukides contre leur complète allégeance. En 1176, le sultan Kılıç Arslan II défait l'Empire byzantin, qui lui cède encore du terrain, à Myrioképhalon. En 1207, le sultan Kay Khusraw Ier prend Antalya aux Vénitiens.

### Deuxième période, après la bataille du Köse Dağ (26 juin 1243)

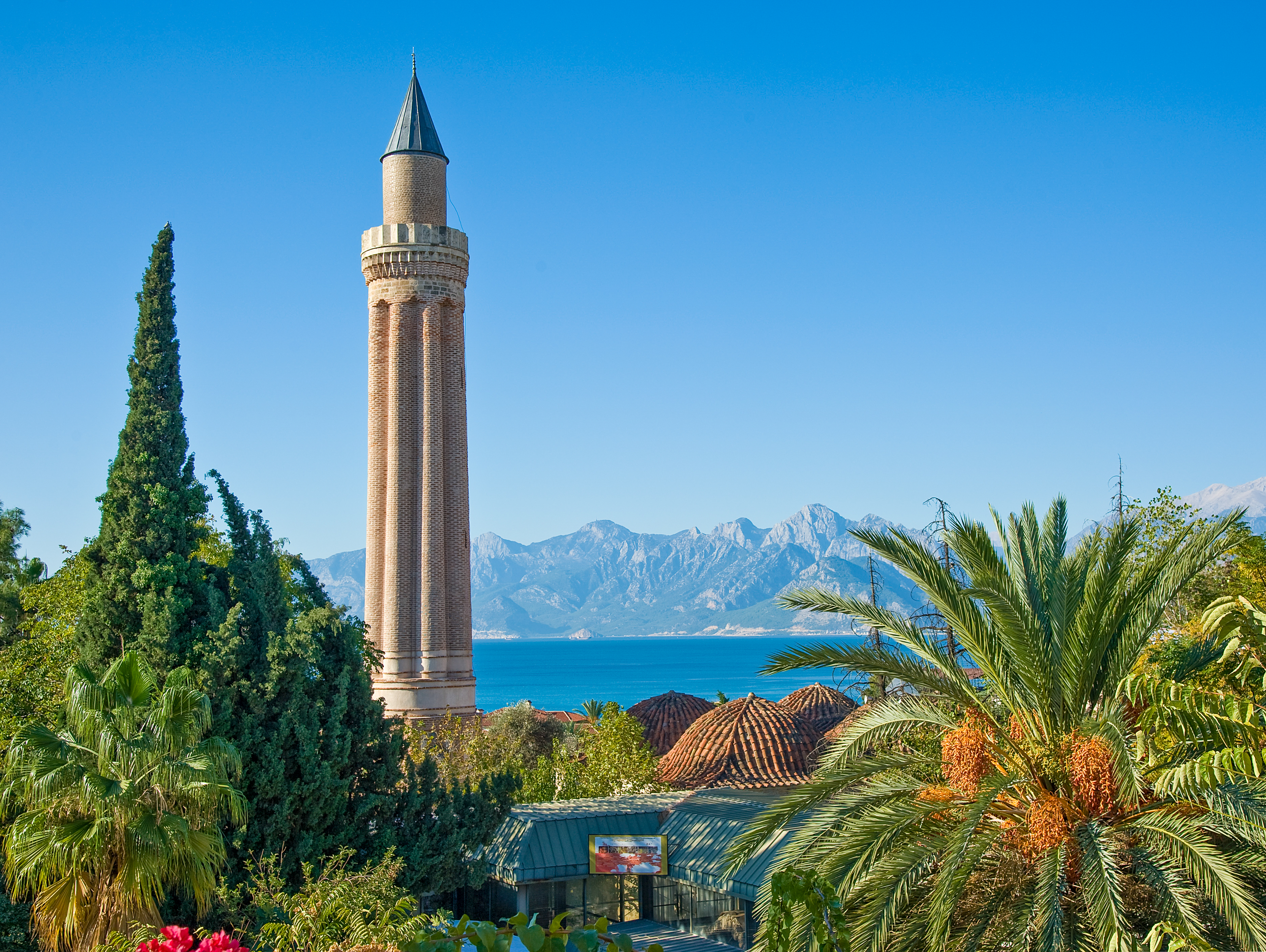
Le minaret de la mosquée Yivli à Antalya, construite par les beys de Tekke aux environs de 1375

En 1242, Baïdju, nouvellement nommé commandant des armées mongoles par le grand khan Ögedeï, se met immédiatement en mouvement vers le sultanat seldjoukide de Roum sur lequel règne le sultan Kay Khusraw II et qui semble à son apogée. Baïdju, après avoir pris et pillé Erzurum (1242), assure la domination mongole à la bataille de Köse Dağ en juin 1243. Après cette bataille, Kay Khusraw II recherche l’aide de son ennemi l’empereur de Nicée Jean Vatatzès avec lequel il signe un traité d’alliance. Baïdju occupe ensuite Sivas qui se rend à temps et est seulement pillée. Les villes de Tokat et de Kayseri qui tentent de résister sont dévastées. Cette campagne étend l’Empire mongol jusqu’aux portes de l’empire de Nicée. Dès les premiers revers, son allié et vassal, l’empereur de Trébizonde, préfère se déclarer vassal des Mongols et leur payer un tribut. Kay Khusraw est alors contraint d’en faire autant. Le roi de Petite-Arménie Héthoum Ier se soumet lui aussi à l’Ilkhanat, assurant ainsi la sécurité des Arméniens vivant hors de Cilicie. Cette politique est poursuivie par ses successeurs ce qui protège la Cilicie aussi bien des Seldjoukides que des Mamelouks. Les beys en profitent pour se déclarer indépendants des Seldjoukides. Néanmoins, le sultanat de Roum survit sous la tutelle mongole jusqu'en 1307.
L’affaiblissement de la puissance byzantine permet aux beys de pénétrer de plus en plus à l’ouest de l’Anatolie. Vers 1300, les Turcs atteignent les rives de la mer Égée. Au début de cette occupation, les états les plus puissants sont les Karamanides et les Germiyanides. Les Ottomans possèdent un petit beylicat peu puissant au nord-ouest de l’Anatolie, aux confins de l’Empire byzantin. Le long de la mer Égée, du nord au s'échelonnent les beylicats de Karesi, des Saruhanides, des Aydınides, des Mentecheïdes et des beys de Tekke. Le long de la mer Noire, se sont installés les Ottomans, les Çobanoğulları à Kastamonu et la dynastie Candar dont le territoire, agrandi par le territoire des Çobanoğulları, s’étend alors jusqu’à la frontière avec l’empire de Trébizonde.

## La montée des Ottomans

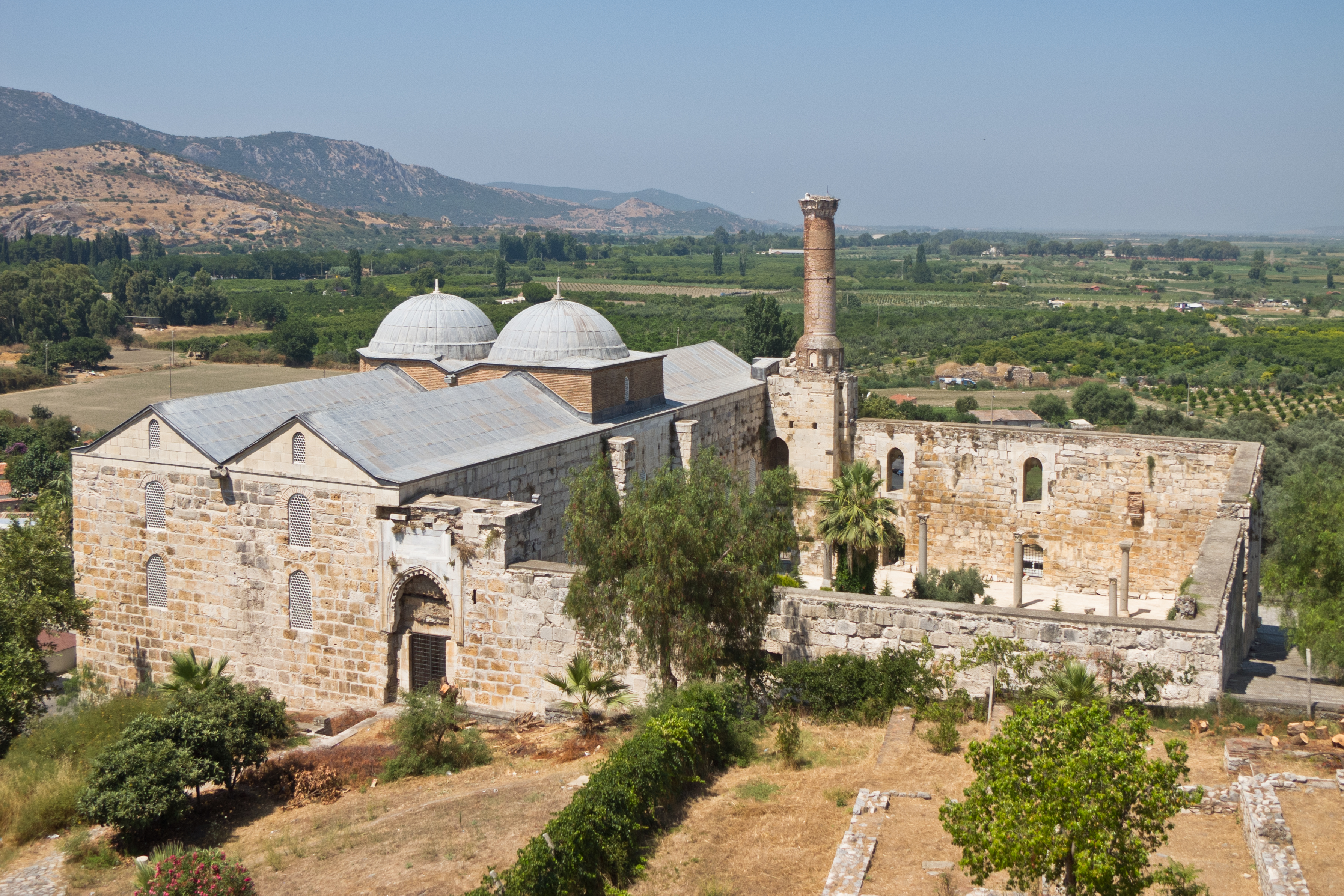
La mosquée d'İsa Bey à Selçuk près d'Izmir, construite par les Aydınides en 1375.

Les Ottomans commencent par s’étendre aux dépens des Byzantins. Ils continuent en annexant le beylicat voisin de Karesi. Ils parviennent à suffisamment de puissance pour pouvoir affronter leurs principaux concurrents, les Karamanides. Les Ottomans poursuivent leur extension en Anatolie en acquérant des villes soit en les achetant soit par des mariages. Les Karamanides attaquent les Ottomans en faisant alliance avec d’autres beylicats, avec les Mamelouks, avec les Aq Qoyunlu (Moutons blancs turcomans), avec les Byzantins, avec les empereurs de Trébizonde ou avec les Magyars en risquant chaque fois de perdre leur pouvoir. À la fin du siècle les Ottomans ont conquis une bonne partie du territoire des Karamanides et d’autres beylicats moins importants. Ils vont avoir une période de répit grâce à la défaite du sultan ottoman Bayezid Ier contre Tamerlan en 1402 lors de la bataille d'Ankara.
Les Ottomans reprennent le dessus pendant les règnes de Mehmed Ier Çelebi et de son fils Mourad II. Pendant les années de leurs règnes, ils incorporent au domaine ottoman la majorité des beylicats. Ensuite, Mehmed II conquiert l’émirat de Karaman en mai et juin 1451. Selim Ier Yavuz conquiert le territoire des Ramazanides et des Dulkadirides en 1515 lors de sa campagne contre les Mamelouks. Son fils Soliman le Magnifique achève l’unité de l’Anatolie et au-delà en 1534.
Un bon nombre des beylicats ont servi de base aux divisions administratives de l’Empire ottoman.

### Les beylicats de la première période
| Nom du beylicat | Nom turc                                | Région(s) d'implantation                      | Durée           |
| --------------- | --------------------------------------- | --------------------------------------------- | --------------- |
| Artukides,      | Artuklu Beyliği                         | Diyarbakır, Hasankeyf, Silvan, Harput, Mardin | 811-1408        |
| Danichmendides, | Danişmendliler                          | Sivas, Malatya, Kayseri, Tokat, Amasya        | 1071-1178       |
| Dilmaçoğlu      | Dilmaçoğulları                          | Bitlis, Erzurum                               | 1085-1192       |
| Zachas          | Çaka Beyliği                            | Izmir                                         | 1081-1098       |
| Shah Arman,     | Ermenşahlar ou Ahlatşahlar              | Ahlat                                         | 1085-1192       |
| Inalides        | İnaloğulları                            | Diyarbakir                                    | brève existence |
| Mengüjekides,   | Mengüçlü Beyliği ou Sökmenliler Beyliği | Erzincan, puis Divriği                        | 1118-1252       |
| Saltukides,     | Saltuklu Beyliği                        | Erzurum                                       | 1092-1202       |

### Les beylicats de la seconde période

Carte des beylicats d’Anatolie vers 1330

| Nom du beylicat               | Nom turc                             | Région(s) d'implantation                   | Durée                                              |
| ----------------------------- | ------------------------------------ | ------------------------------------------ | -------------------------------------------------- |
| Taceddinoğulları              | Taceddinoğulları                     | Niksar                                     | 1348-1428                                          |
| Aydınides,                    | Aydınoğulları                        | Birgi, puis Ayasluğ (Selçuk)               | 1308-1425                                          |
| Çobanoğulları                 | Çobanoğulları                        | Kastamonu                                  | 1227-1292 sous tutelle des Jandarides jusque ~1320 |
| Candarides ou Isfendiyarides, | Candaroğulları ou İsfendiyaroğulları | Kastamonu                                  | 1292-1462                                          |
| Dulkadirides,                 | Dulkadıroğulları                     | Maraş, Elbistan                            | 1337-1522                                          |
| Eretnides,                    | Eratnaoğulları                       | Sivas, puis Kayseri                        | 1326-1380                                          |
| Qadi Burhân al-Dîn Ahmad,     | Kadi Burhaneddin Ahmed               | Kayseri                                    | 1381-1398 Remplace les Eretnides                   |
| Eşrefoğulları,                | Eşrefoğulları                        | Beyşehir                                   | 1285-1326                                          |
| Germiyanides,                 | Germiyanoğulları                     | Kütahya                                    | 1239-1428                                          |
| Hamidides,                    | Hamidoğulları                        | Eğirdir                                    | 1300-1391                                          |
| Karamanides,                  | Karamanoğulları                      | Larende (Karaman)                          | 1256-1487                                          |
| Alaya,                        |                                      | Alanya                                     | 1293-1471 Vassaux des Karamanides                  |
| Karesioğulları                | Karesioğulları                       | Balıkesir                                  | 1303-1345                                          |
| Beylicat de Ladik             | İnançoğulları                        | Denizli (ville)                            | 1276-1368                                          |
| Mentecheïdes,                 | Menteşeoğulları                      | Milas                                      | 1261-1424                                          |
| Ottomans,                     | Osmanoğulları                        | Söğüt, Bursa, Dimetoka, Edirne et Istanbul | 1299-1922                                          |
| Pervâneoğulları               | Pervâneoğulları                      | Sinop                                      | 1277-1322                                          |
| Ramazanides,                  | Ramazanoğulları                      | Adana                                      | 1379-1510                                          |
| Sâhipataoğullari,             | Sâhipataoğulları                     | Afyonkarahisar                             | 1265-1341                                          |
| Saruhanides,                  | Saruhanoğulları                      | Manisa                                     | 1313-1410                                          |
| Beylicat de Tekke             | Tekeoğulları                         | Antalya                                    | 1321-1423 c’est une branche des Hamidides          |

## Régions d’Anatolie restées non turques et non musulmanes jusqu’à l’hégémonie ottomane
Ces régions sont restées majoritairement chrétiennes jusqu’à leur conquête par les Ottomans.
| Nom de l’état               | Nom turc              | Région(s) d'implantation      | Durée                                                     |
| --------------------------- | --------------------- | ----------------------------- | --------------------------------------------------------- |
| Royaume arménien de Cilicie | Kilikya               | Tarse et Sis (actuelle Kozan) | 1080-1375                                                 |
| Empire de Trébizonde        | Trabzon İmparatorluğu | Trébizonde                    | 1204-1461                                                 |
| Philadelphie                | Alaşehir              | Philadelphie                  | tenu par l’Ordre de Saint-Jean de Jérusalem jusqu’en 1390 |